# Elymus viridulus
Elymus viridulus är en gräsart som först beskrevs av Yi Li Keng och Shou Liang Chen, och fick sitt nu gällande namn av Shou Liang Chen. Elymus viridulus ingår i släktet elmar, och familjen gräs. Inga underarter finns listade i Catalogue of Life.